# 武经总要

《武經總要》中的樓船圖。

《武经总要》是一部中国北宋官修的军事著作。宋初將領多出自行伍，拔卒為將，以殿前比試武藝，作為人事升遷的途徑，稱為轉員制度，開國六十年後將領多不知兵法，景祐元年（1034年）富弼上《論武舉武學奏》，建議設立武學，由天章閣待制曾公亮和尚書工部侍郎、參知政事丁度等奉命於1040年至1044年編輯而成，完成於1044年（北宋慶歷4年）。主題廣泛，從各種類的海軍船艦到投石機都有。武經總要是歷史上最早含有硝石、硫磺、木炭等成分火藥配方的記錄。在1126年金国占領開封時，失去了武經總要的原本。1231年，南宋藉由一些副本重製了新版本的武經總要。

## 内容
全书分为前后两集，共四十三卷，计2869页。前集二十二卷 将军事制度、军事组织、选将用兵、阵法、山川地理等军事理论和规则；后集二十一卷 前半部分介绍古今战例，后半部分介绍阴阳占卜。

## 评价
该书是中国第一部规模宏大的官修综合性军事著作，对于研究宋代以前的军事思想非常重要。其中大篇幅介绍了武器的制造，对科学技术史的研究也很重要。

## 版本
- 明弘治、正德年间据南宋绍定本重刻本。
- 明弘治十七年（1504年）李赞刻本。
- 明金陵书林唐福春刻本。
- 《四库全书》本。
- 《兵书集成》影印明唐福春刻本。